# Джозеф Ешбрук
Джо́зеф Ешбрук (4 квітня 1918 — 4 серпня 1980) — американський астроном, відомий використанням цефеїд для вимірювання міжгалактичних відстаней, точним визначенням періоду обертання Марса та участю у відкритті комети 47P/Ешбрука-Джексона. Працював редактором журналу Sky and Telescope і кілька десятиліть вів у ньому власну колонку.

## Біографія
Ешбрук народився у Філадельфії, штат Пенсільванія. Він здобув ступінь доктора філософії Гарвардського університету в 1947 році й викладав у Єльському університеті з 1946 по 1950 рік, а потім у Гарварді з 1950 по 1953 рік. Він почав працювати в журналі Sky and Telescope в 1953 році, і з 1954 по 1980 рік писав там колонку «Astronomical Scrapbook». З 1964 року він також був редактором Sky and Telescope.
Ешбрук був одним із перших, хто досліджував цефеїди як інструмент для встановлення галактичних відстаней. Багато років був членом Американської асоціації спостерігачів змінних зір.
Переглянувши старі архіви спостережень, він зміг визначити дуже точне значення періоду обертання Марса — з точністю до кількох тисячних часток секунди.
У 1948 році він став співвідкривачем періодичної комети 47P/Ешбрука-Джексона.

## Відзнаки
- Член Американського астрономічного товариства та Міжнародного астрономічного союзу.
- Кратер Ешбрук[en] на Місяці названий на його честь.
- Астероїд 2157 Ешбрук названий на його честь[3].